# Juan Díaz Porlier
Pour les articles homonymes, voir Juan Díaz, Díaz et Porlier.
Juan Díaz Porlier, né à Carthagène des Indes en 1788 et mort à La Corogne en 1815, est un militaire espagnol.
Il participa activement à la guerre d’indépendance espagnole et notamment au soulèvement du Dos de Mayo à Madrid.
Il est notamment connu pour être le principal instigateur d'un pronunciamiento mené contre la Restauration absolutiste de Ferdinand VII le 19 septembre 1815, le premier pronunciamiento libéral de l'histoire espagnole. L'opération échoua en raison de la trahison d'un groupe de sous-officiers qui y participait. En conséquence, Díaz Porlier  fut arrêté, condamné à mort puis pendu — et non fusillé, car il avait été exclu de l'Armée — à La Corogne le 3 octobre 1815.